# 菊地徹
菊地 徹（きくち とおる、1954年2月3日 - ）Tohru "Kiku" Kikuchi は、東京都出身の音響家、サウンドデザイナーである。血液型O型。 　

## 参加コンサート
- 1976年　クイーン ジャパン ツアー (3.22-5.1)
- 1983年　リチャード・クレイダーマン後楽園球場　星空のコンサート(5.16)
- 1988年　冨田勲　サウンドクラウド・イン　長良川 (7.22)
- 1989年  冨田勲 サウンドクラウド・イン　横浜 (7.23)
- 1995年  スティービー・ワンダー   ナチュラル・ワンダーツアーNatural_Wonder#Production
- 1995年　レイ・チャールズ日本公演（12.7-2.4)
- 1996年　3大テノール国立霞ヶ丘競技場公演 (6.3)
- 1997年　ダイアナ・ロス、プラシード・ドミンゴ、ホセ・カレーラス「Super Concert」大阪ドーム公演(3.4)        台湾国立中正記念広場公演(5.20)
- 1975年-2005年 ポール・モーリア・グランド・オーケストラ　日本公演、ワールドツアー
- 1978年-1995年 レイモン・ルフェーブル・グランド・オーケストラ　日本公演
- 1988年　ヘルベルト・フォン・カラヤン 指揮 ベルリン・フィルハーモニー管弦楽団　展覧会の絵　日本公演
- 1997年-2010年 金子由香利　日本公演
- 1998年-2002年　ニューポート・ジャズ・フェスティバル・イン・斑尾
- 1999年 ダイアナ・ロス、プラシード・ドミンゴ、ホセ・カレーラス「Super Concert」 福岡ドーム公演(7.28)
- 1999年-2007年 東儀秀樹 新春公演
- 2001年　ミシェル・ルグラン・オーケストラ　日本公演(1.24-2.10)
- 2002年　3大テノール　横浜アリーナ　公演（6.27)
- 2002年-2004年 松居慶子 日本公演
- 2003年　小澤征爾　指揮　マーカス・ロバーツ・トリオ＆新日本フィルハーモニー交響楽団　公演（2.14)
- 2004年　オスカー・ピーターソン　日本公演(10.4-10.12)
- 2005年-2013年　菊地成孔と ペペ・トルメント・アスカラール　日本公演
- 2006年-2007年　UA × 菊地成孔　日本公演
- 2006年-2012年　レ・フレール　日本公演、ヨーロッパ、 オーストラリア、アジアンツアー
- 2007年　スティービー・ワンダー　日本公演（2.17-2.28)
- 2007年　イングリット・フジ子・ヘミング　感動の1万人コンサート　日本武道館 (4.26)
- 2007年-2013年　キース・ジャレット、ジャック・ディジョネット、ゲイリー・ピーコック日本公演
- 2010年 スーザン・ボイル　日本公演　日本武道館（4.1)
- 2012年 由紀さおり & ピンクマルティーニ　日本公演（6.5-10.31)
- 2013年-2015年 由紀さおり & 安田祥子　日本公演
- 2013年 冨田勲 × 初音ミク イーハトーヴ交響曲 花巻公演（8.29) 名古屋 東京 大阪公演（9.1-9.21)
- 2014年 フジ子・ヘミング　&　 スロヴァキア国立放送交響楽団 徳島公演 (12.7)
- 2015年 冨田勲 × 初音ミク イーハトーヴ交響曲 盛岡公演（11.29)
- 2016年 一青窈with東京フィルハーモニー交響楽団 東京公演 (3.23)
- 2017年 森山良子witth ローマイタリア管弦楽団 日本公演 (3.31)
- 2017年 辻井伸行 音楽と絵画コンサートASTY TOKUSHIMA (12.3)
- 2018年 岩崎宏美 ＆ スロヴァキア国立放送交響楽団コンサート (6.15 .18)
- 2019年 プラハ国立劇場オペラ フィガロの結婚  ASTY TOKUSHIMA (1.14)
- 2020年 Green Springs 辻井伸行 自作&クラッシック オンラインコンサート(7.26)
- 2021年 THE PIANIST “SPECIAL”-辻井伸行 加古隆 レ・フレール (4.11)
- 2022年 聖徳太子千四百年御聖忌記念奉納記念演奏会 ピアニスト辻井伸行 四天王寺中心伽藍 (10.8)
- 2023年 ボストン・ポップス・オーケストラ 日本公演 (10.6-13)
- 2023年 フランシス・レイ・ストーリー 2023 日本公演 (10.16-22)
- 2024年 松井秀太郎 Shutaro Matsui / Concert Hall Live Tour 2024 (1.14-3.31)
- 2024年 サルヴァトーレ・シャリーノ作曲『ローエングリン』神奈川県民ホール (10.5-6)
- 2024年 ホセ・カレーラス テノール・リサイタル 2024  オーケストラ公演 TACHIKAWA STAGE GARDEN (11.3)
- 2025年 松井秀太郎 Shutaro Matsui / Concert Hall Live Tour 2025 (2.15-4.5)
- 2025年 ジョン・ウイリアムス トリビュートスペシャルコンサート with キース・ロックハート日本公演 (3.20.21.24)
- 2025年 ベルリン交響楽団 ～とくしま第九特別公演～(6.21)
- 2025年 ポール・モーリア "ラヴ・サウンズ" オーケストラ 日本公演 (7.31 8.1.17)
- 2021-2025年 富士山河口湖ピアノフェスティバル